# ニコ・ティンバーゲン
ニコラース・ティンバーゲン（オランダ語: Nikolaas Tinbergen, 1907年4月15日 - 1988年12月21日）は、著名なオランダの動物行動学者で、鳥類学者。「ニコ」は通称。オランダ語読みではニコラース・ティンベルヘン。オランダのデン・ハーグ生まれで、兄はノーベル経済学賞の第一回受賞者ヤン・ティンバーゲン、弟は鳥類学者のルーク・ティンバーゲン（Luuk Tinbergen）。1955年にイギリスの市民権を取得している。1973年、コンラート・ローレンツ、カール・フォン・フリッシュと共にノーベル医学生理学賞を受賞した。
ティンバーゲンの研究は、一部は当時のアメリカ心理学界で有力であった行動主義への反発として行われた。ティンバーゲンは動物の行動が環境刺激への単なる反応ではなく、より複雑な動物の内面の情動に起因すると考え、行動の生理的、現象的な側面だけでなく、進化的な側面の研究の重要性を強調した。それに関連して示した生物学の4領域（ティンバーゲンの4つのなぜとも呼ばれる）は行動生態学など後の行動生物学分野の重要なフレームワークとなっている。

## 生涯
1907年にオランダのデン・ハーグで小学校教師だった父親ディルク・ティンベルヘンと母親ヤーネッタ・ファン・エークの間に5人兄妹の3番目として生まれる。ライデン大学に入学すると指導教官とともにハーグ近くのセグロカモメの営巣地で研究を行った。その後、フォン・フリッシュの研究とファーブルの著作の影響を受け、ジガバチの帰巣能力を研究対象とした。1932年から33年にかけてオランダ派遣団の一員として、まだ西洋化されていなかったグリーンランドのイヌイットの間で生活を送った。この経験は40年後にティンバーゲンが人類の祖先の生活を復元しようと試みたときに役立てられた。
オランダに戻るとC・J・ヴァン・デア・クラーウ教授の下で講師となった。ヴァン・デア・クラーウに動物行動の講義を命じられたことで、本格的に研究を開始する。1936年にヴァン・デア・クラーウは「本能」に関する小さなシンポジウムのためにコンラート・ローレンツをライデン大学に招き、ティンバーゲンはローレンツと初めて出会った。二人はすぐに意気投合し、ローレンツのアルテンベルクの家に招待されて「弟子」となった。オランダへ帰る際にミュンヘンのフォン・フリッシュの研究所を訪問し、同時にナチ党の伸張を目の当たりにして不安を覚えた。
1938年にアメリカへ招かれ、講演の合間にYMCAとグレイハウンドを利用して各地を旅行した。この間にエルンスト・マイヤーやロバート・ヤーキーズの元を訪れた。そこではアメリカの心理学を支配していた行動主義に困惑したと後に述べている。
オランダへ帰るとまもなく第二次世界大戦が勃発し、ローレンツとの通信が途絶えた。ローレンツは徴兵され、ティンバーゲンはユダヤ人職員を解雇するという大学の決定に抗議してドイツ軍の捕虜収容所で二年を過ごした。ティンバーゲンがすでに死んだと思っていたローレンツと再会したのは、ケンブリッジ大学の動物行動学者W.H.ソープが1949年に自宅で開いた個人的な催しであった。戦後アメリカ、イギリスに招かれ、マイヤー、デイビッド・ラックと友好を深めたことで進化学と生態学への関心は決定的となった。アメリカでの講義は『本能の研究』と題されて出版された。ラックとオックスフォードの動物学者アリスター・ハーディはティンバーゲンに英国への移住を勧めた。ハーディは行動生物学の研究を励まし、その研究はピーター・メダワーによって支援された。ハーディの後任となった J・W・S・プリングルは研究を励ますだけではなく、行動生物学と神経生理学の間の溝を埋めることを勧めた。オックスフォード大学に学際的なヒューマンサイエンス・スクールが設置されたことは、動物行動学を人間に適用したいという若い頃の願望を刺激することになった。
タンザニアの国立公園理事J・S・オーエンの依頼でセレンゲティ研究所の設立に協力した。1962年に王立協会フェローに選出され、1972年には同協会からクルーニアン・メダルを受賞した。1966年にオックスフォード大学の教授となった。
1970年代からは妻とともに自閉症の研究に関心を寄せ、ジェローム・ブルーナーの児童行動学研究所に協力した。しかし彼の自閉症は親の行動に起因するという主張は、当時にあっても若干の驚きを引き起こした。1974年にオックスフォード大学を退職した。1988年に自宅で脳卒中のために死去した。

## 業績
受賞対象となったのはイトヨの本能行動に関する研究である。彼の研究は元々は鳥類を対象としていたが、のちにその研究方法を転用して自閉症児の治療教育の研究も手がけた。アレクサンダーテクニークの熱心な実践者でもあり、ノーベル賞受賞講演の中でも大きく取り上げて紹介した。オックスフォード大学ではわずか8年の間にデズモンド・モリス、パトリック・ベイトソン、リチャード・ドーキンスなど優れた動物行動学者を育てた。

## ティンバーゲンの4つのなぜ
コンラート・ローレンツとアメリカの発達生物学者ダニエル・レーマンは動物行動の生得性について長い議論を行った。ローレンツにとっては動物が学習もせずに複雑な行動を行うことこそが重要であり、それがどのようなメカニズムによって引き起こされるかは興味の対象外であった。ティンバーゲンはその論争から、動物の行動や性質は様々な次元から説明が可能であり、それらの説明は同時に成り立つこと、そのうちのどれか一つでも欠ければ完全な説明にはならないことに気付いた。これを「ティンバーゲンの4つのなぜ」（4つの質問、4つの柱などとも訳される。）と言い、大別すると「それを引き起こす直接的なメカニズム」と「進化的なメカニズム」にわけることができる。
至近要因（直接要因とも訳される）
1. 至近要因:その行動を直接引き起こす生理的、心理的、社会的メカニズム
2. 発達要因:その行動はどのようにして習得されていくか

究極要因（進化要因とも訳される）
1. 進化要因:その行動には進化的にどのような意味があったのか。どのように適応的だったのか
2. 系統発生要因：どのような祖先型の行動からそれが発達してきたのか

たとえば動物が食餌をするのは生き延びるため、と言う説明では不十分である。直接その行動を引き起こす動機（空腹を不快に感じる）と、その機能（餓死せず生き延びる）は区別しなければならない。

## 日本語訳著書
- 『動物のことば』テインベルヘン 著, 渡辺宗孝,日高敏隆,宇野弘之 訳. みすず書房, 1957
- 『本能の研究』N.ティンベルヘン 著, 永野為武 訳. 三共出版, 1957
- 『鳥の生活』蝋山朋雄 訳. 丸善, 1959　思索社、1977
- 『動物の行動』(タイムライフブックス. ライフ大自然シリーズ) 丘直通 訳. タイムライフインターナショナル, 1969
- 『セグロカモメの世界』(世界動物記シリーズ) 安部直哉, 斎藤隆史 訳. 思索社, 1975
- 『自閉症・文明社会への動物行動学的アプローチ』E.A.ティンバーゲン共著, 田口恒夫 訳. 新書館, 1976 
  - 『自閉症児・治癒への道　文明社会への動物行動学的アプローチ』エリザベス・A.ティンバーゲン共著, 田口恒夫訳 新曜社　1987年
- 『生きるための信号』 H.ファルクス共著, E.エニオン 插絵, 安部直哉 訳. 思索社, 1977
- エリック・A.R.エニオン共著『足跡は語る』今泉吉晴 訳 新思索社　1977年
- 『好奇心の旺盛なナチュラリスト』安部直哉, 斎藤隆史訳. 思索社, 1980
- 『ティンバーゲン動物行動学』上下　 日高敏隆, 羽田節子, 宮川桃子 訳　平凡社　1982-83年